# Acksjön (Lillhärdals socken, Härjedalen)
Acksjön är en sjö i Härjedalens kommun i Härjedalen och ingår i Ljusnans huvudavrinningsområde. Sjön har en area på 0,196 kvadratkilometer och ligger 511 meter över havet.

## Delavrinningsområde
Acksjön ingår i det delavrinningsområde (687352-140462) som SMHI kallar för Utloppet av Acksjön. Medelhöjden är 523 meter över havet och ytan är 1,65 kvadratkilometer. Det finns inga avrinningsområden uppströms utan avrinningsområdet är högsta punkten. Vattendraget som avvattnar avrinningsområdet har biflödesordning 5, vilket innebär att vattnet flödar genom totalt 5 vattendrag innan det når havet efter 275 kilometer. Avrinningsområdet består mestadels av skog (63 procent) och sankmarker (24 procent). Avrinningsområdet har 0,2 kvadratkilometer vattenytor vilket ger det en sjöprocent på 11,9 procent.